# Kujtim Shala
Kujtim Shala, chorw. Kujtim Šalja (ur. 13 lipca 1964 w Prizrenie) – chorwacki piłkarz pochodzenia kosowskiego, grający na pozycji pomocnika, trener piłkarski. Posiada też obywatelstwo albańskie.

## Kariera piłkarska

### Kariera klubowa
W 1981 rozpoczął karierę piłkarską w miejscowym Liria Prizren. W sezonie 1983/84 bronił barw Partizana Belgrad, a potem kolejne 5 lat występował w głównym kosowskim klubie KF Priština. W 1989 zasilił skład chorwackiego Dinama Zagrzeb. W 1991 wyjechał do Francji, gdzie został piłkarzem Stade Rennais. W 1992 przeniósł się do Niemiec, gdzie do 2000 grał w klubach Stuttgarter Kickers, Chemnitzer FC, Fortuna Düsseldorf, VfB Leipzig i VfR Mannheim.

### Kariera reprezentacyjna
17 października 1990 debiutował w narodowej reprezentacji Chorwacji w meczu towarzyskim z USA.

## Kariera trenerska
Po zakończeniu kariery piłkarskiej rozpoczął karierę szkoleniową. Do 2002 trenował niemiecki klub TSG Pfeddersheim, a w 2005 FC Hochstätt Türkspor. Potem został mianowany na głównego trenera KF Priština. W lutym 2008 został pierwszym selekcjonerem narodowej reprezentacji Kosowa. Od 29 października 2014 pomaga trenować SVN Zweibrücken.